# Peterhof (Stadt)
Peterhof (russisch Петергоф / Petergof; von 1944 bis 1997 offiziell Petrodworez (Петродворец)) ist eine russische Mittelstadt mit 73.199 Einwohnern (Stand 14. Oktober 2010) an der Küste der Newabucht des Finnischen Meerbusens, 29 km westlich des Stadtzentrums von Sankt Petersburg. 1998 verlor sie ihre Eigenständigkeit und gehört seitdem administrativ zu Sankt Petersburg. Dessen städtischer Rajon Petrodworez hat 128.156 Einwohner (Stand 14. Oktober 2010).
Bekannt ist die Stadt Peterhof vor allem durch den dort befindlichen Palastkomplex Peterhof, der 1723 erbaut wurde und zur Zeit des Russischen Reiches als Sommerresidenz des Zaren diente. Das ganze Ensemble von Schloss, Park, Pavillonen und der historischen Altstadt wurde 1990 von der UNESCO in die Liste des Weltkultur- und Naturerbes der Menschheit aufgenommen.

## Geschichte

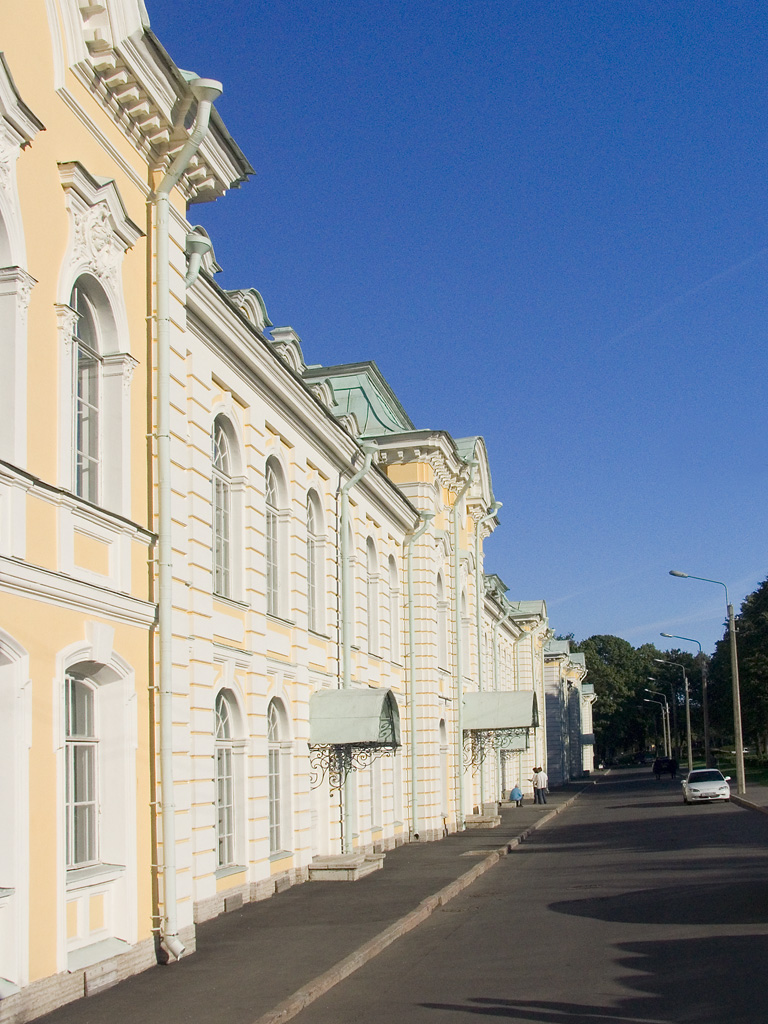
In der Altstadt

Peterhof wurde im Jahre 1705 unter Zar Peter dem Großen gegründet. Anfangs diente die Ortschaft als Standort für eine Fähranlegestelle, über die der Zar auf die Insel Kotlin gelangte. Anfangs nannte man den Ort auf niederländische Art Piterhof, also wörtlich „der Hof des Peter“, erst seit den 1740er Jahren hat sich der Name Peterhof (bzw., nach damaligen russischen Transkriptionsregeln, Petergof) eingebürgert.
Nach dem Bau eines Hafens in den 1710er Jahren und des Zarenpalastes 1723 entstand rundherum ein eigenständiger Ort, der 1762 offiziell Stadtrechte erhielt. Der Palastkomplex mit dazugehörigen Park- und Gartenanlagen wurde im 18. und 19. Jahrhundert erweitert und zählte damals zu den größten seiner Art.
Nach dem Sturz des Zarenreichs in der Oktoberrevolution verloren die Peterhofer Paläste ihre Bedeutung als Zarenresidenz und wurden ab 1918 zu einem Museum umfunktioniert. Während des Zweiten Weltkriegs befand sich die Stadt Peterhof an der Frontlinie der Belagerung Leningrads und wurde bei Kämpfen sowie der von September 1941 bis Januar 1944 andauernden Besatzung stark beschädigt. Auch Teile des Museumskomplexes wurden stark in Mitleidenschaft gezogen, obwohl eine Vielzahl beweglicher Exponate rechtzeitig in Sicherheit gebracht werden konnte. Die Wiederaufbauarbeiten am Museum dauerten bis in die 1970er Jahre.

### Bevölkerungsentwicklung
| Jahr | Einwohner |
| ---- | --------- |
| 1897 | 11.316    |
| 1939 | 44.261    |
| 1959 | 21.706    |
| 1970 | 43.136    |
| 1979 | 72.568    |
| 1989 | 81.525    |
| 2002 | 64.791    |
| 2010 | 73.199    |

Anmerkung: Volkszählungsdaten

## Wirtschaft und Verkehr
In Peterhof gibt es heute kaum Industrie; die 1721 von Peter dem Großen gegründete Uhrenfabrik Petrodworez stellt immer noch die berühmten Raketa-Uhren her, obwohl mit geringerer Produktion gemessen an der Sowjetzeit. Heute lebt die Stadt vor allem vom Tourismus, ein Großteil der Peterhofer pendelt zur Arbeit nach Sankt Petersburg.
In Peterhof gibt es eine Schiffsanlegestelle am Finnischen Meerbusen.
Die Stadt hat einen Eisenbahnanschluss an der Strecke Petersburg–Ust-Luga, die entlang der Südküste des Finnischen Meerbusens verläuft. Auf dem Peterhofer Gebiet gibt es drei Personenbahnhöfe. Sehenswert sind die Bahnhofsbauten von Neu-Peterhof, 1857 vom französischstämmigen Architekten Nicholas Benois erbaut.

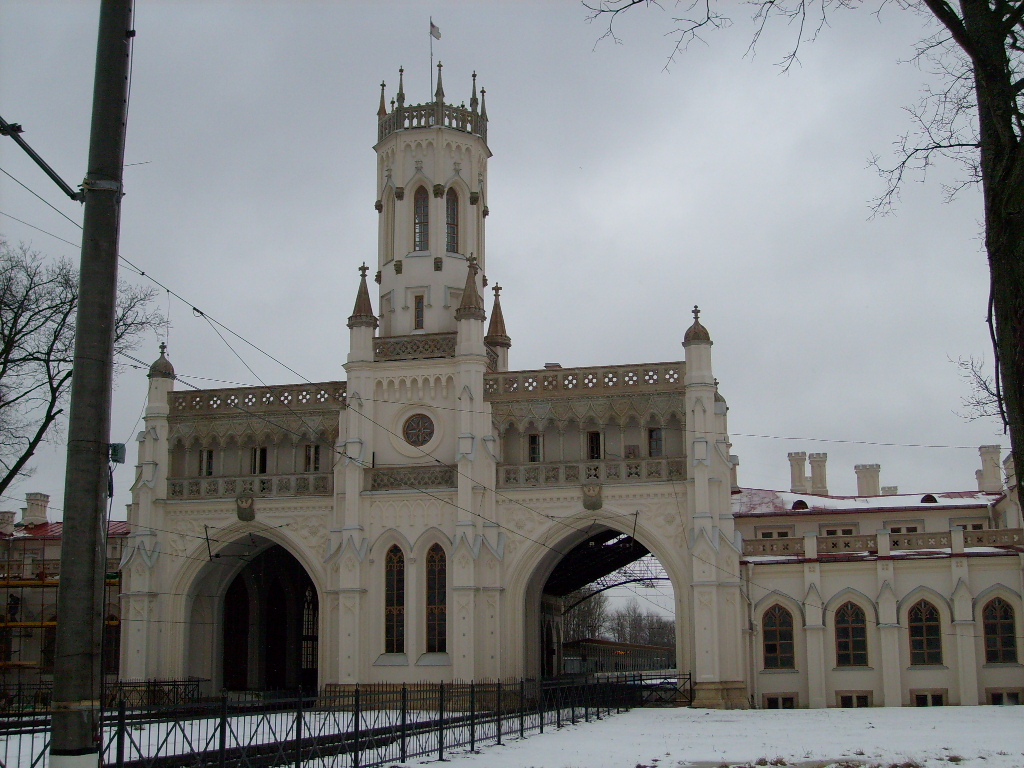
Der Bahnhof Neu-Peterhof
Lage von Peterhof im Stadtgebiet (Darstellung dunkel)

## Architektur
Die Alexander-Newski-Kirche im Alexandriapark wurde in den Jahren 1831 bis 1833 von Karl Friedrich Schinkel, Adam Menelaws und Josephe-Maria Charlemagne erbaut.

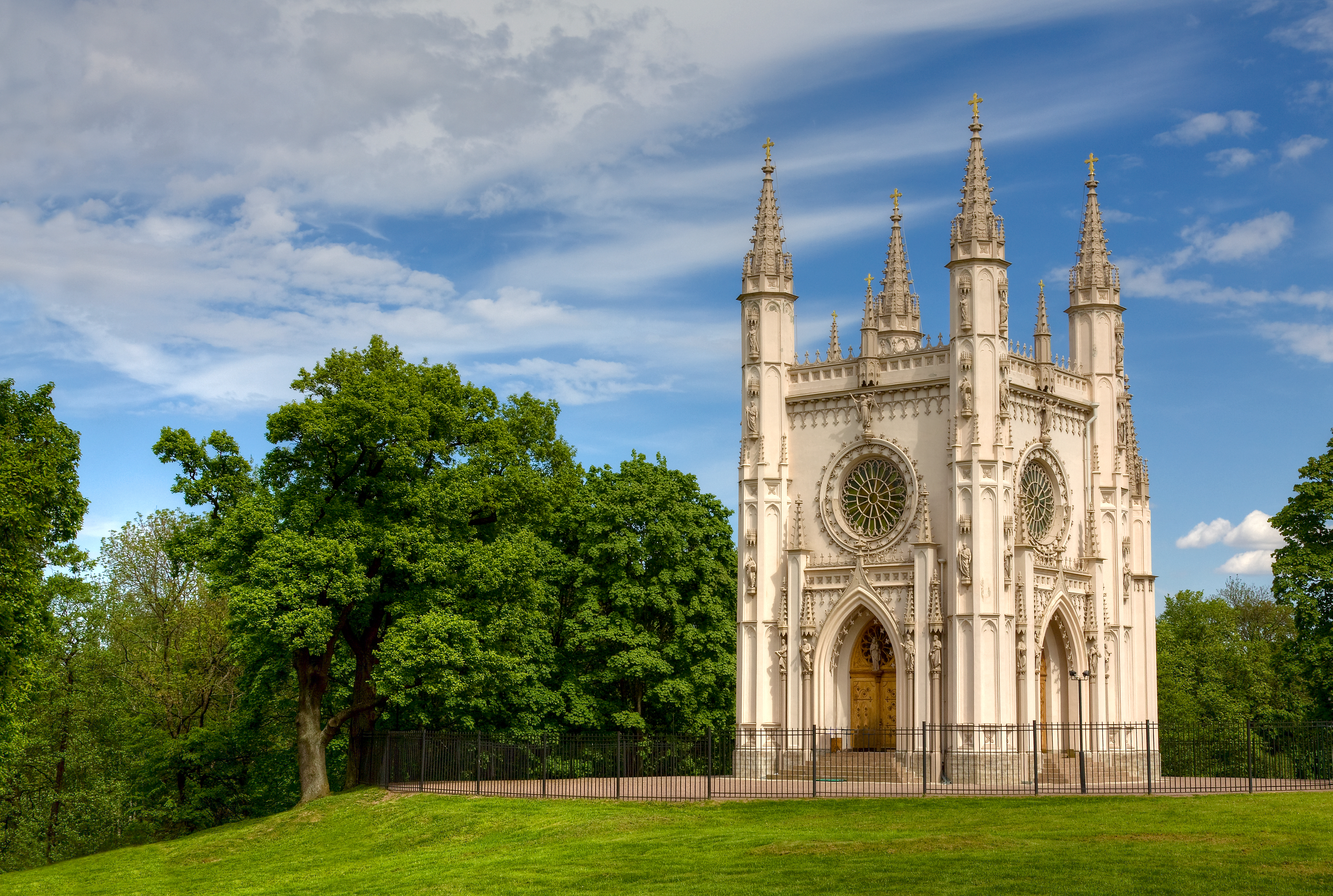
Kirche hl. Alexander Newski im Alexandriapark in St. Petersburg-Peterhof
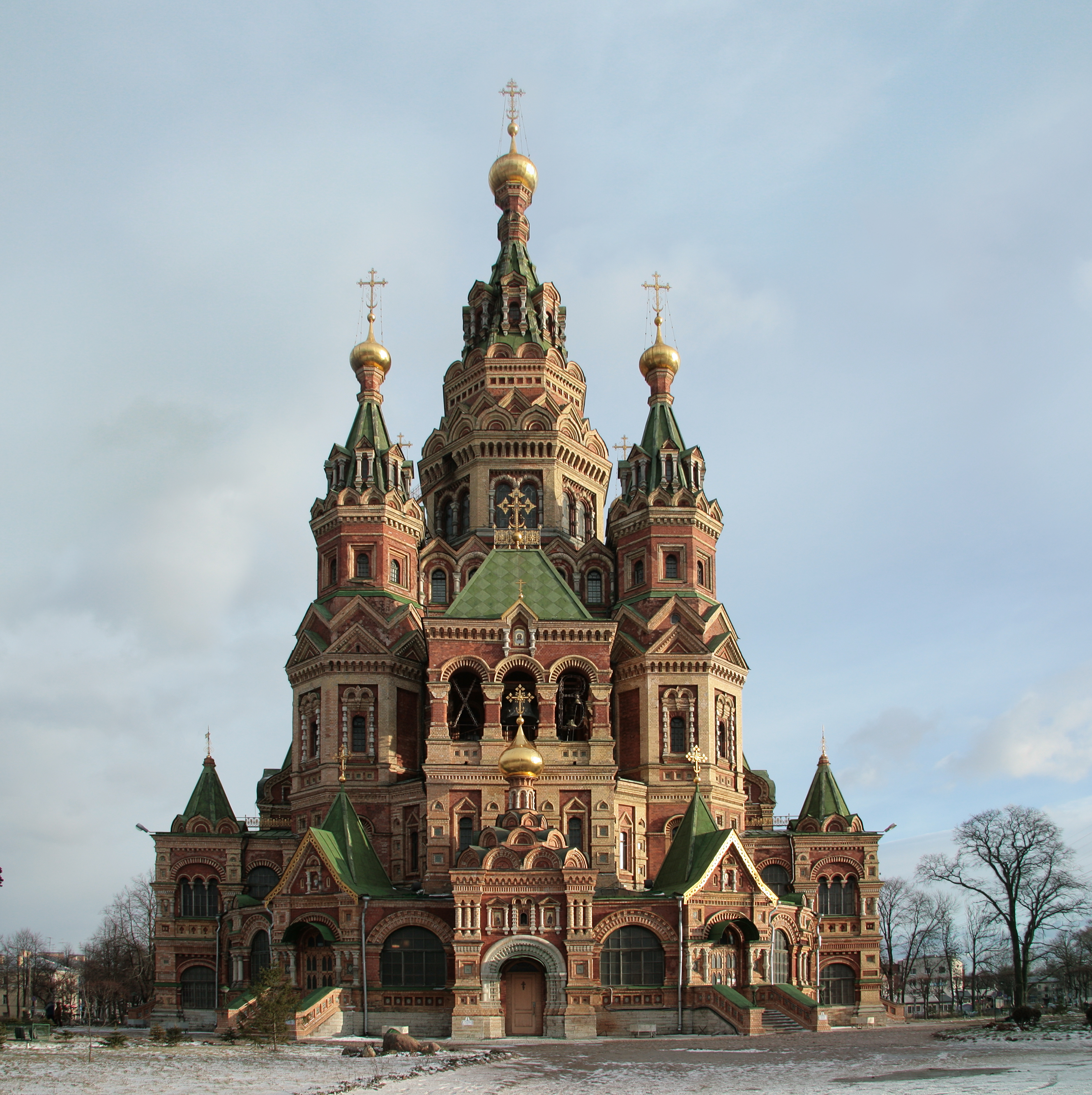
Peter-und-Paul-Kathedrale

## Söhne und Töchter der Stadt
- Michael Romanow (1832–1909), Feldmarschall; vierter Sohn von Zar Nikolaus I. und Charlotte von Preußen
- Pjotr Avenarius (1843–1909), Ingenieur und Unternehmer
- Leonti Benois (1856–1928), Architekt, Kunstlehrer und Hochschulrektor
- Theodor Pleske (1858–1932), Zoologe
- Anastasia Michailowna Romanowa (1860–1922), Großherzogin von Mecklenburg
- Pawel Alexandrowitsch Romanow (1860–1919), sechster Sohn von Zar Alexander II.
- Michail Michailowitsch Romanow (1861–1929), Großfürst
- Iwan Sergejew (1863–1919), Hydrograph und Polarforscher
- Boris Weinberg (1871–1942), Physiker, Geophysiker, Glaziologe und Hochschullehrer
- Wladimir Maruschewski (1874–1951), Generalleutnant[2]
- Olga Romanowa (1882–1960), jüngste Schwester von Zar Nikolaus II. von Russland
- Emanuel von der Pahlen (1882–1952), Astronom
- Georgi Karajew (1891–1984), Generalmajor[3]
- Georgi Dementjew (1898–1969), russisch-sowjetischer Ornithologe
- Marija Nikolajewna Romanowa (1899–1918), zweitjüngste Tochter von Zar Nikolaus II.
- Jewgeni Obermiller (1901–1935), Orientalist, Tibetologe, Sanskritist und Buddhologe
- Anastasia Nikolajewna Romanowa (1901–1918), jüngste Tochter von Zar Nikolaus II.
- Alexandra Danilowa (1903–1997), Balletttänzerin, Choreografin und Pädagogin
- Alexei Nikolajewitsch Romanow (1904–1918), einziger Sohn von Zar Nikolaus II.
- Wladimir Kassatonow (1910–1989), sowjetischer Admiral